# ريبيكا (ون بيس)
ريبيكا هي أحد شخصيات انمي ومانغا ون بيس، وقد كانت اميرة دريسروزا لكنها تركت منصبها للعيش مع والدها، وأيضا كانت مصارعة في بطولة كوريدا الكولوسيوم للحصول على فاكهة اللهب ميرا ميرا نومي، وهي حفيدة ريكو دولدو III وابنة كيروس وسكارليت، وأيضا هي ابنة اخت فيولا.

## مظهرها
و هي شابة ذات متعادلة البشرة ورشيقة لدرجة كبيرة، وأيضا هي أطول بقليل من مونكي دي لوفي، وتمتلك شعر وردي اللون مضفر وطويل 

و أيضا هي ترتدي حمالات لونها ذهبي مع اسود وأيضا بكيني وترتدي خوذة المحاربين لونها ذهبي، وأيضا ترتدي قفازات، وهي دائما تحمل سيفا كبيرا ودرعا، وهي تضع وشاح اخضر يتدلى من كتفيها، وقد كانت جميلة للغاية وجذابة لمصارعي كوريدا الكولوسيوم

و قبل بطولة كوريدا الكولوسيوم كانت ترتدي فستان ابيض قصير مع صنادل بنية اللون 

و بعد هزيمة الشيشيبوكاي دون كيهوتي دوفلامنجو بفترة قصيرة عادت لكونها اميرة، وكانت ترتدي ثوبا ذو الوان فاتحو مع رتوش، وعندما كانت طفلة كان شعرها وردي أيضا ولكنه قصير وأيضا ارتدت ملابس زرقاء.

## شخصيتها
ريبيكا هي محاربة هادئة ولديها فخر، وهي تسعى بشدة لقتل دون كيهوتي دوفلامنجو وترغب بالحصول على فاكهة ميرا ميرا نومي كي تهزمه، وأيضا على الرغم من انها تدعى عدم الاهتمام أو الاستياء من السخرية منها لكن في الواقع هي تنزعج بشدة وتعض شفتها السفلى

و أيضا هي تعرف العديد من تاريخ كوريدا الكولوسيوم فقد لاحضت اهتمام لوسي (لوفي) بتمثال كيروس العملاق

و هي أيضا محترمة للاخرين فقد حاولت مساعدة ريكي للشفاء بعد المعركة، وشكرت لوفي لهزيمته لسبارتن، وبعد ذلك قامت بإعطائه طعام كمقابل

و على الرغم من كونها محاربة شجاعة لكنها قد تكون عاطفية للغاية، كما ظهر عندما نزلت منها دموع عند رؤيتها لجندي الرعد، وأيضا تظهر بعض الضعف عندما يسخر منها بقية المحاربين حيث تعض شفتها السفلى

و هي أيضا تكره الضعف عند الآخرين وتعدي انها لا تشعر بالجوع عندما حين تذكرت الوقت التي قالت لها والدتها فيه، ومن اجل الحصول على هدفها قد تلجئ احيانا إلى الخداع والحيل، مثل عندما حاولة اغتيال لوفي، وعلى الرغم من فشلها بسرعة شديدة قالت انها مستعدة لمواجهة ثانية ضد لوفي لتثبت بأنها ليست جبانة

و أيضا تبين بأن لها مبادئ اخلاقية، وعندما كانت طفلة قالت لها والدتها بأن لا تؤذي احدا بعد أن دربها جندي الرعد، وأيضا هي تقاتل بدون اني تؤذي الآخرين كثيرا.

## علاقاتها

### عائلتها
سكارليت

سكارليت هي والدة ريبيكا وهي تحبها كثيرا، وأثناء استيلاء الشيشيبوكاي دون كيهوتي دوفلامنجو على مملكة دريسروزا قامت والدتها بحماية ابنتها، وبعد موت سكارليت حزنت ريبيكا بشدة عليها، لذلك هي لا تؤذي احدا لان امها طلبت منها ذلك

ريكو دولدو III

ريبيكا هي حفيدة الملك السابق لدريسروزا ريكو دولدو III , الذي كانت تعتقد بانه حاول نهب شعبه، مما سبب لها الكره من قبل الشعب، وأيضا هو يشعر بالخجل من نفسه لعدم قدرته على حماية ريبيكا، وبعد هزيمة دوفلامنجو طلب منها ان تكون هي اميرة دريسروزا لكنها رفضت كي تتمكن من العيش مع والدها

كيروس

كيروس هو والد ريبيكا الذي تحول إلى لعبة، وقد قام بحمايتها منذ ان كانت طفلة، وأرسلتها والدها إلى جندي الرعد الذي فشل في حماية سكارليت رغم محاولاته، وفي البداية كرهت ريبيكا جندي الرعد لأنه لم يتمكن من حماية والدتها لكن بعد مدة احبته كثيرا، وقد ارادت الحصول على فاكهة ميرا ميرا نومي فقط لهزيمة دوفلامنجو والعيش مع جندي الرعد، وبعد فترة ابلغها لوفي بأن جندي الرعد هو نفسه والدها طوال الوقت لكنه تحول إلى دمية وتأكدت بعد ذلك بكونه والدها الحقيقي

فيولا

فيولا هي ابنة ريكو دولدو III وذلك يجعلها خالت ريبيكا، وقد تبين بأن ريبيكا تحب فيولا وذلك عندما حضنتها في لم شملهم، وبعد هزيمة دوفلامنجو طلبت ريبيكا من خالتها فيولا بأن تصبح الاميرة لأنها تريد العيش مع والده وقبلت فيولا.

### الاصدقاء
مونكي دي لوفي

اكتسب لوفي القليل من الاحترام من قبل ريبيكا بعد أن شاهدته يهزم سبارتن، وأيضا عندما اهتم بتمثال كيروس العملاق، وأيضا كانت سعيدة عند فوزه ببلوك C من بطولة كوريدا الكولوسيوم كونه يستحق الفوز، وعلى الرغم من ذلك حاولت قتله كي تتمكن من الفوز ببطولة والحصول على فاكهة ميرا ميرا نومي، لكنها فشلت، ولكن بعد أن فشلت شكرته لأنه لم يتنقم منها وقد بكت واعربت عن سبب محاولة قتلها له، وأيضا كان لوفي لطيف معها عندما غضب من استياء الجمهور وسبهم لها، وقد ساعدت لوفي والطاقم على الخروج من دريسروزا بأمان وكانت تأمل ان تراه مرة أخرى.

بقية المصارعين 

هناك مجموعة من المصارعين لم يكرهوا ريبيكا بعكس المواطنين، وقد كانوا متفقين مع لوفي على أنها ليس لها ذنب بما فعل جدها، وكانوا سعداء لفوزها بأحدى مجاميع البطولة.

## قوتها
بعد أن تبين بأنها تريد اكل فاكهة ميرا ميرا نومي تبين بانها ليست من اكلة فاكهة الشيطان، وقد كانت معروفة في الكولوسيوم على أنها «المرأة التي لا تهزم», وقد قام كيروس والدها (الذي كان بشكل دمية) أقوى محاربي الكولوسيوم سابقا بتدريبها جيدا لتصبح قوية، لكنه كان بجسد دمية لذلك لم يدربها بقوة 

و أيضا هي تتميز بسرعة كبيرة وقوة كبيرة أيضا، ودليل على قوتها فقد كان المصارعين الضعاف يخرجون بدون ساق أو ذراع، وأيضا هي سريعة جدا وقادرة على تفادي الضربات، وقد صدم المصارعين بعد أن شاهدوا لوفي يهرب من هجومها 

و تستخدم ريبيكا اسلوب قتال يطلق عليه باسم «سيف رقصة العود إلى الماء», وهو اسلوب قوي وقد تمكنت بواسطته الحصول على لقب المرأة التي لا تهزم وهزمت الكثير من مصارعي الكولوسيوم لكنها لم تؤذيهم مباشرة حيث أنه لم يمت أحد منهم، وقد تبين بأن هذا الاسلوب ضعيف بالنسبة للمقاتلين الاقوياء الأكثر خبرة.

### أسلحة
تمتلك ريبيكا سيف طويل وكبير يصل من الأرض حتى كتفها، وأيضا هو سيف قوي ذو نصل حاد، وهي أيضا تحمل درع في ذراعها اليسرى لكن قبل معركة كوريدا الكولوسيوم بلوك D قامت برميه.

### الهاكي
و قد تبين في ما بعد بأن ريبيكا قادرة على استخدام هاكي التنبؤ، وأيضا هي بارعة جدا باستخدام هاكي التنبؤ، وذلك جعلها تخرج سالمة من بطولة كوريدا الكولوسيوم بدون اضرار، وأيضا تمكنت من رؤية جميع حركات هاكوبا وتجنبها بسهولة وأيضا بالكاد تمكنت من النجاة من هجومه الذي اخرج الكثيرين من البطولة، وبصورة عامة تعتبر ريبيكا من الشخصيات النسائية القوية في ون بيس حيث أنها تمتلك الهاكي بعكس نيكو روبن ونامي اللتان لا تمتلكان الهاكي لذلك فريبيكا تعد اقوى منهما.

## معاركها
- ريبيكا ضد مونكي دي لوفي

النتيجة: فوز لوفي بسهولة
- ريبيكا ضد مصارعي كوريدا الكولوسيوم بلوك D

النتيجة: فوز ريبيكا
- ريبيكا ضد رولنغ لونجان

النتيجة: فوز ريبيكا
- ريبيكا ضد ديامنيت

النتيجة: فوز ديامنيت

## هوامش
في الاستطلاع الخامس لليابان لأكثر شخصية شعبية في ون بيس، حصلت ريبيكا على المركز 29

ريبيكا لديها بعض التشابه مع شيراهوشي ومنها:
- كلاهما يبلغ من العمر ستة عشر عاما ويمتلكان شعر وردي، وأيضا كلاهما اميرتان شبه عاريتان
- كلاهما فقدت امها بواسطة قتل بالرصاص قبل عشر سنوات
- كلاهما قدم الطعام للوفي عندما تعرفتا عليه
- ساعد لوفي كلاهما للخروج من القصر.